# マックス・ウォルド・シュミット・ビショップ

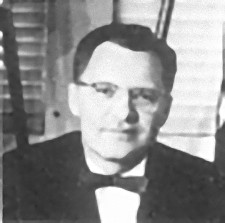
マックス・ウォルド・シュミット・ビショップ

マックス・ウォルド・シュミット・ビショップ（Max Waldo Schmidt Bishop, 1908年10月30日 - 1994年11月18日）は、アメリカ合衆国の外交官。1956年から1958年まで駐タイ大使を務めた。

## 生涯
1908年にアーカンソー州ベントン郡のグライヴィッテにて誕生。アイオワ州ダベンポートの中等学校とニューハンプシャー州のフィリップス・エクセター・アカデミーを卒業。1932年にシカゴ大学で哲学の学士号を取得、優等学生会ファイ・ベータ・カッパおよびアルファ・タウ・オメガに所属。国防大学校および海軍大学校を卒業。
1931年11月2日に外交官試験の受験資格を獲得。1932年7月26日に筆記試験および口述試験を通過し、外交官任命候補者リストに掲載された。1934年、アメリカ陸軍の諜報予備軍にて少尉に受任。1935年10月1日、大統領から外交官として任命を受け、副領事の資格を獲得。1935年から1937年まで大日本帝国の在東京大使館に語学官として駐在。1938年に大日本帝国の在大阪領事館に副領事として駐在。1938年から1941年まで大日本帝国の在東京大使館に三等書記官兼副領事として駐在。1941年から1943年までワシントンD.C.で国務省極東部政治担当官として勤務。1944年から1945年までイギリス領セイロンの在コロンボ領事館に領事として駐在、イギリス領インド帝国のニューデリーに特使として駐在、およびインド＝ビルマ戦域司令官政治顧問として勤務。1945年から1947年まで東京に駐在し、連合国軍最高司令官総司令部政治顧問および外交局長代理、対日理事会理事代理、在東京特使参事官を務めた。1947年にワシントンD.C.で国務省北東アジア部の部長代理として勤務。
1947年から1948年まで国防大学校に研究生として在籍。1948年11月1日から1949年7月18日まで国務省北東アジア部長。
1948年から1951年まで国務省政策企画本部職員、国家安全保障会議スタッフとして勤務。1951年から1953年まで国務次官室業務調整官。1956年1月9日から1958年1月6日まで駐タイ大使。1958年、国務省特命を受けて外務職員局に「高級官僚課程」を設置。1958年から1961年まで海軍大学校で学長政治顧問。1961年に国務省外交局を退職。
1994年にジョージア州モンゴメリー郡のエイリーにて死去。ビショップの遺体はエイリー市内のピーターソン墓地に埋葬された。また記念碑が出生地アーカンソー州グライヴィッテのヒルクレスト墓地に建立された。